# 松岡雅俊
松岡 雅俊（まつおか まさとし、1932年10月6日 - 2014年7月17日）は、香川県出身のプロ野球選手（内野手）。

## 経歴
高松一高では、同期の中西太と共に甲子園に3度出場。1949年、控え内野手として出場した春の選抜では準々決勝で小倉高に敗退。同年夏の選手権は準決勝に進むが、佐々木信也のいた湘南高に延長10回サヨナラ負けを喫する。この時のチームメートに捕手の山下健、二塁手の玉木春雄がいた。
3年生時の1951年には、1年下のエース荒井健を擁し、二塁手として夏の選手権に出場。1回戦で秋山登、土井淳らのいた岡山東商を降し、準々決勝では芦屋高の植村義信投手を打ち崩す。しかし準決勝で、エース清水宏員を擁する平安高に惜敗。チームメートには捕手の松井清がいた。
卒業後は早稲田大学に進学し、1年下の木村保、2年下の森徹らと活躍。東京六大学リーグでは秋山、土井らの明大との二強時代であり、在学中3回の優勝を経験する。1955年春季リーグでベストナインに選出（二塁手）。リーグ通算74試合に出場し252打数57安打、1本塁打、31打点、打率.226。大学同期には捕手の酒井敏明がいる。
1956年に東映フライヤーズに入団。開幕から先発として出場し、シーズン前半は主に三塁手、後半は一塁手として起用される。同年は152試合に出場（新人選手としては佐々木信也の154試合に次ぐ歴代2位）、規定打席（30位）にも達した。また二塁手としてもゲーム最多刺殺9（パ・リーグ記録）を残した。同年の新人王、稲尾和久の年間被本塁打2本のうちの1本は松岡が打ったものである（稲尾から本塁打を打った最初の打者でもある）。
翌1957年から二塁手に回り、浜田義雄、稲垣正夫らと定位置を争う。1958年にはレギュラーとして85試合に先発出場。しかし1961年には外野手のジャック・ラドラが二塁手に回り出場機会が減少、同年限りで現役引退。
引退後は東映本社に勤務、その後は大西一世商店の代表取締役となる。
2014年7月17日に81歳で死去。

## 詳細情報

### 年度別打撃成績
| 年 度     | 球 団     | 試 合 | 打 席 | 打 数 | 得 点 | 安 打 | 二 塁 打 | 三 塁 打 | 本 塁 打 | 塁 打 | 打 点 | 盗 塁 | 盗 塁 死 | 犠 打 | 犠 飛 | 四 球 | 敬 遠 | 死 球 | 三 振 | 併 殺 打 | 打 率 | 出 塁 率 | 長 打 率 | O P S |
| --------- | --------- | ----- | ----- | ----- | ----- | ----- | -------- | -------- | -------- | ----- | ----- | ----- | -------- | ----- | ----- | ----- | ----- | ----- | ----- | -------- | ----- | -------- | -------- | ----- |
| 1956      | 東映      | 152   | 599   | 540   | 46    | 128   | 19       | 5        | 6        | 175   | 48    | 11    | 13       | 7     | 4     | 47    | 4     | 1     | 55    | 14       | .237  | .299     | .324     | .623  |
| 1957      | 東映      | 74    | 217   | 195   | 16    | 44    | 7        | 0        | 2        | 57    | 14    | 5     | 3        | 0     | 1     | 19    | 1     | 2     | 18    | 6        | .226  | .301     | .292     | .593  |
| 1958      | 東映      | 106   | 339   | 304   | 33    | 68    | 13       | 3        | 3        | 96    | 28    | 5     | 5        | 6     | 3     | 25    | 0     | 1     | 26    | 5        | .224  | .285     | .316     | .601  |
| 1959      | 東映      | 81    | 264   | 241   | 23    | 67    | 17       | 1        | 2        | 92    | 20    | 4     | 2        | 5     | 3     | 15    | 0     | 0     | 21    | 3        | .278  | .320     | .382     | .702  |
| 1960      | 東映      | 101   | 288   | 263   | 23    | 72    | 5        | 2        | 4        | 93    | 19    | 3     | 8        | 8     | 2     | 15    | 0     | 0     | 20    | 8        | .274  | .313     | .354     | .667  |
| 1961      | 東映      | 40    | 40    | 38    | 2     | 7     | 2        | 0        | 0        | 9     | 5     | 1     | 1        | 0     | 0     | 2     | 0     | 0     | 8     | 1        | .184  | .225     | .237     | .462  |
| 通算：6年 | 通算：6年 | 554   | 1747  | 1581  | 143   | 386   | 63       | 11       | 17       | 522   | 134   | 29    | 32       | 26    | 13    | 123   | 5     | 4     | 148   | 37       | .244  | .300     | .330     | .631  |

- 参考文献[1]

### 記録
- 初出場：1956年3月21日、対毎日オリオンズ1回戦（駒澤野球場）、7番・三塁手で先発出場

### 背番号
- 25 （1956年）
- 5 （1957年 - 1961年）